# ألفرد كوبل
ألفرد كوبل (بالإنجليزية: Alfred Coppel)‏ (9 نوفمبر 1921، أوكلاند في الولايات المتحدة - 30 مايو 2004)؛ كاتب وروائي أمريكي.